# Zosterops olivaceus
Zosterops olivaceus е вид птица от семейство Zosteropidae.

## Разпространение
Видът е разпространен в Мавриций и Реюнион.